# Вилапијана
Вилапијана (итал. Villapiana) је насеље у Италији у округу Козенца, региону Калабрија.
Према процени из 2011. у насељу је живело 1480 становника. Насеље се налази на надморској висини од 222 м.

## Становништво
| 1931. | 1936. | 1951. | 1961. | 1971. | 1981. | 1991. | 2001. | 2011. |
| ----- | ----- | ----- | ----- | ----- | ----- | ----- | ----- | ----- |
| 2.139 | 2.172 | 2.801 | 3.074 | 3.362 | 4.288 | 4.487 | 4.752 | 5.181 |